# Kumbhalgarh
 (mai 2025).
Si vous disposez d'ouvrages ou d'articles de référence ou si vous connaissez des sites web de qualité traitant du thème abordé ici, merci de compléter l'article en donnant les références utiles à sa vérifiabilité et en les liant à la section « Notes et références ».
Kumbhalgarh (hindi : कुम्भलगढ़, aussi appelé Kumbalgarh ou Kumbhalmer) est un fort Mewar du district de Rajsamand dans l'État du Rajasthan en Inde. Situé à 82 km d'Udaipur, Kumbhaghar est le plus important fort du Mewar après celui de Chittorgarh. Occupé jusqu'au XIXe siècle, il est aujourd'hui ouvert au public. La vue depuis le fort s'étend sur plusieurs dizaines de kilomètres sur la chaîne des Ârâvalli, et lorsque le temps le permet, on peut apercevoir au loin les dunes du désert du Thar.

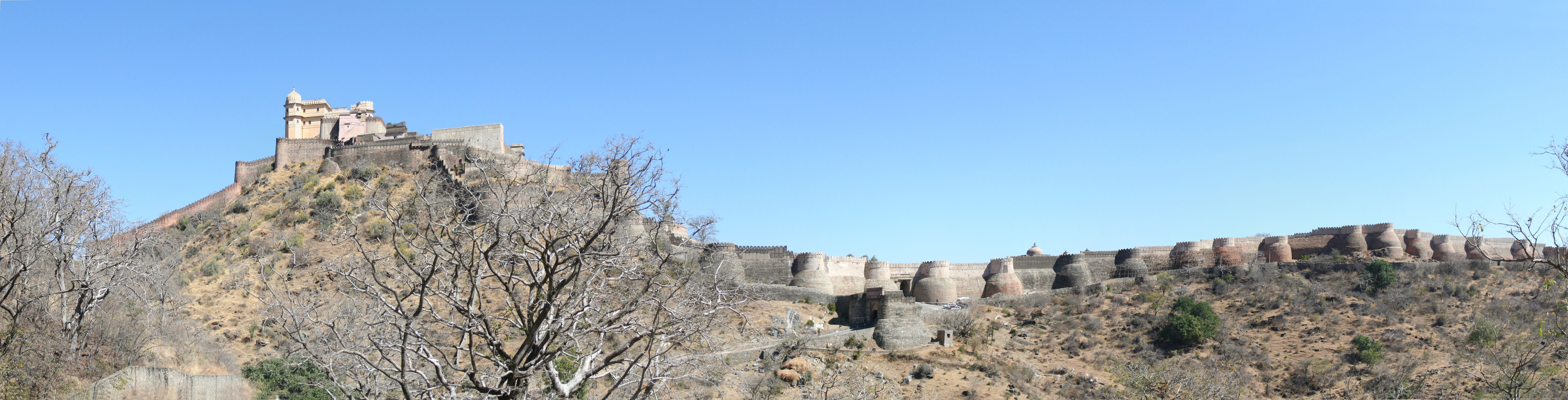
Vue générale de la forteresse de Kumbhalgarh.

## Construction
Kumbhalgarh a été construit entre 1443 et 1458 par Rana Kumbha et agrandi dans les années 1800.
Bâti au sommet d'une colline à 1 100 mètres d'altitude, le fort est ceint de murs de 36 kilomètres de long. Cette enceinte est prétendue, à tort, être la deuxième plus longue du monde après la Grande Muraille de Chine ; elle est en réalité la troisième derrière celle de Gorgan en Iran.
Les murs ont une épaisseur de 4,50 mètres et sont percés de sept portes fortifiées (Ram Pol, Arrat Pol, Halla Pol, Hanuman Pol, Bhairav Pol, Nimbu Pol et Chaugan Pol).
Quelque 360 temples (jaïns et hindous) ont été érigés à l'intérieur des murs de la forteresse, dont il ne reste aujourd'hui qu'un petit nombre (temples de Ganesh, Vedi, Shiv, Neelkanth Mahadev…).
La légende raconte que le Maharana de Kumbhalgarh essuya de nombreux échecs dans son projet de construction du fort jusqu'à ce qu'il expose ses problèmes à un pèlerin. Le pèlerin répondit qu'il devrait être décapité : un temple serait édifié à l'endroit où roulerait sa tête et le fort et les murs seraient élevés à l'endroit où reposerait son corps. Le Maharana suivit les conseils du pèlerin et la construction du fort de Kumbhalgarh fut un succès.
Toujours d'après la légende, le Maharana de Kumbhalgarh utilisait des lampes qui consommaient chacune cinquante kilogrammes de ghi et une centaine de kilogrammes de coton, fournissant ainsi une lumière permettant aux paysans de travailler dans la vallée pendant la nuit.

## Histoire
Le site du fort était autrefois un bastion de l'empereur Samprati, descendant jaïn des empereurs Maurya au IIe siècle av. J.-C.
Kumbhalgarh, dans sa forme actuelle, a été développé par Rana Kumbha. À l'époque (XVe siècle), son royaume s'étendait de Ranthambore à Gwâlior, couvrant de larges territoires du Rajasthan et du Madhya Pradesh. Sur les 84 forts que comprenait son royaume, Rana Kumbha en aurait conçu 32 dont Kumbhalgarh qui était le plus grand et le plus élaboré.
Kumbhargarh a été utilisé à plusieurs reprises comme lieu de refuge pour les souverains du Mewar lors de périodes de danger. Ainsi, le prince Udai, héritier du trône du Mewar et futur fondateur de la ville d'Udaipur, fut emmené clandestinement au fort en 1535 lorsque Bahâdûr Shâh, le sultan du Gujarat, assiégea Chittorgarh.
La forteresse de Kumbhalgarh tomba, à la fin du XVIe siècle, aux mains de l'empereur Akbar et de ses alliés les râjas Man Singh Ier d'Amber et Udai Singh de Mârvar. La capitulation aurait été accélérée car les réservoirs d'eau furent empoisonnés par les ennemis.
Kumbhalgarh est également le lieu de naissance du Maharana Pratap (1540-1597), souverain du Mewar de 1568 à 1597.

## Galerie

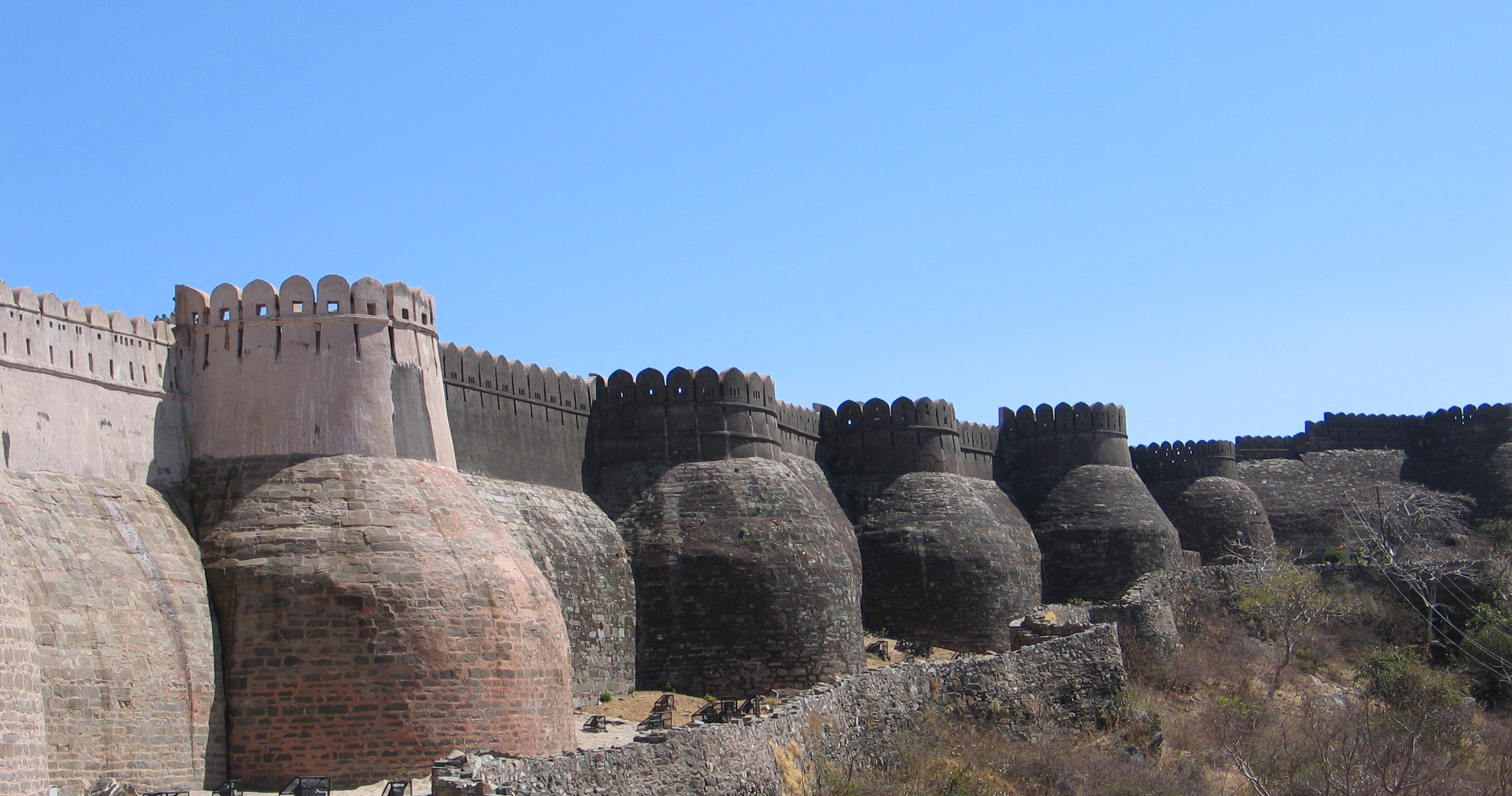
Bastions vus de l'extérieur du fort.
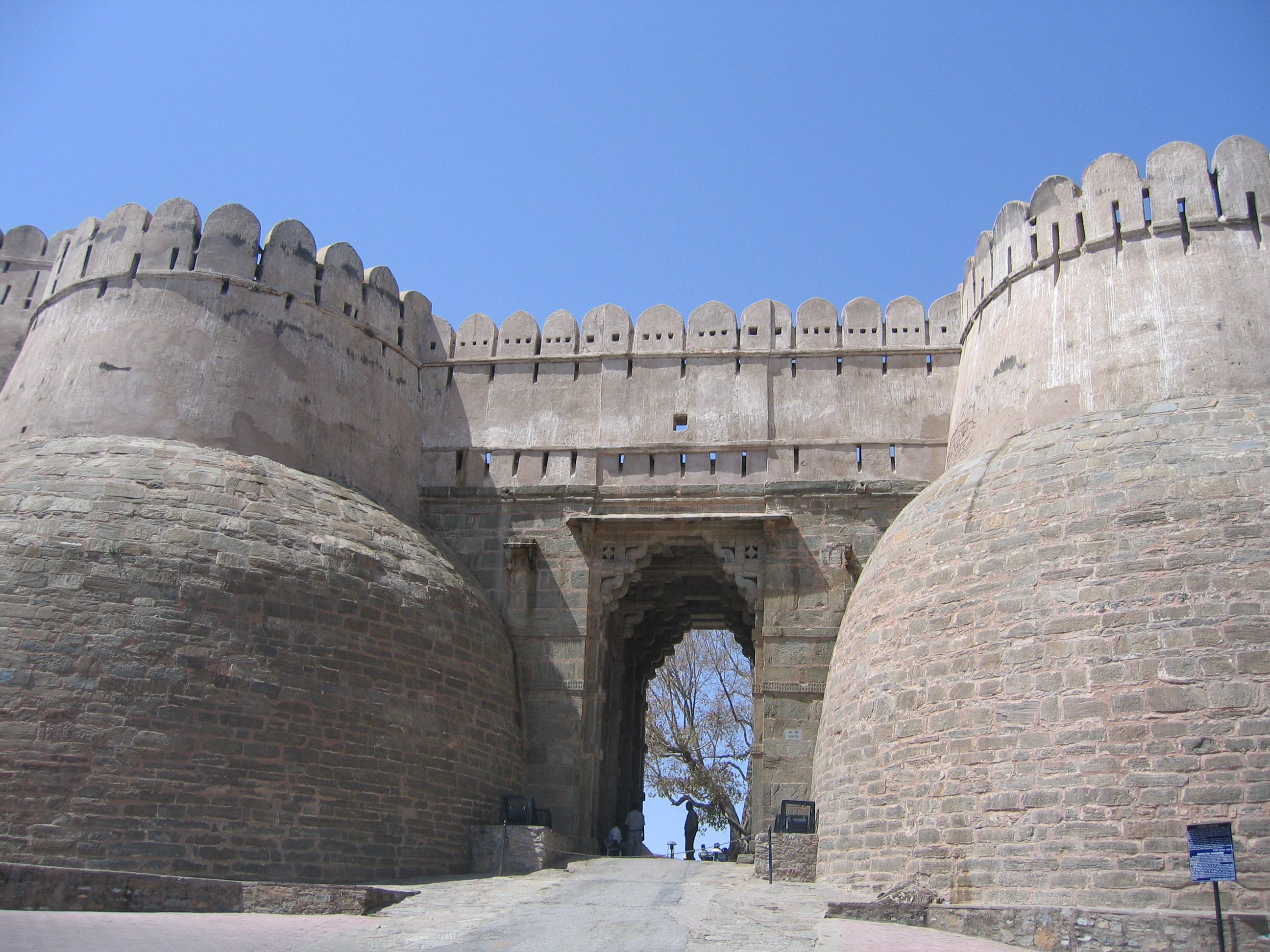
Entrée principale : Ram Pol.
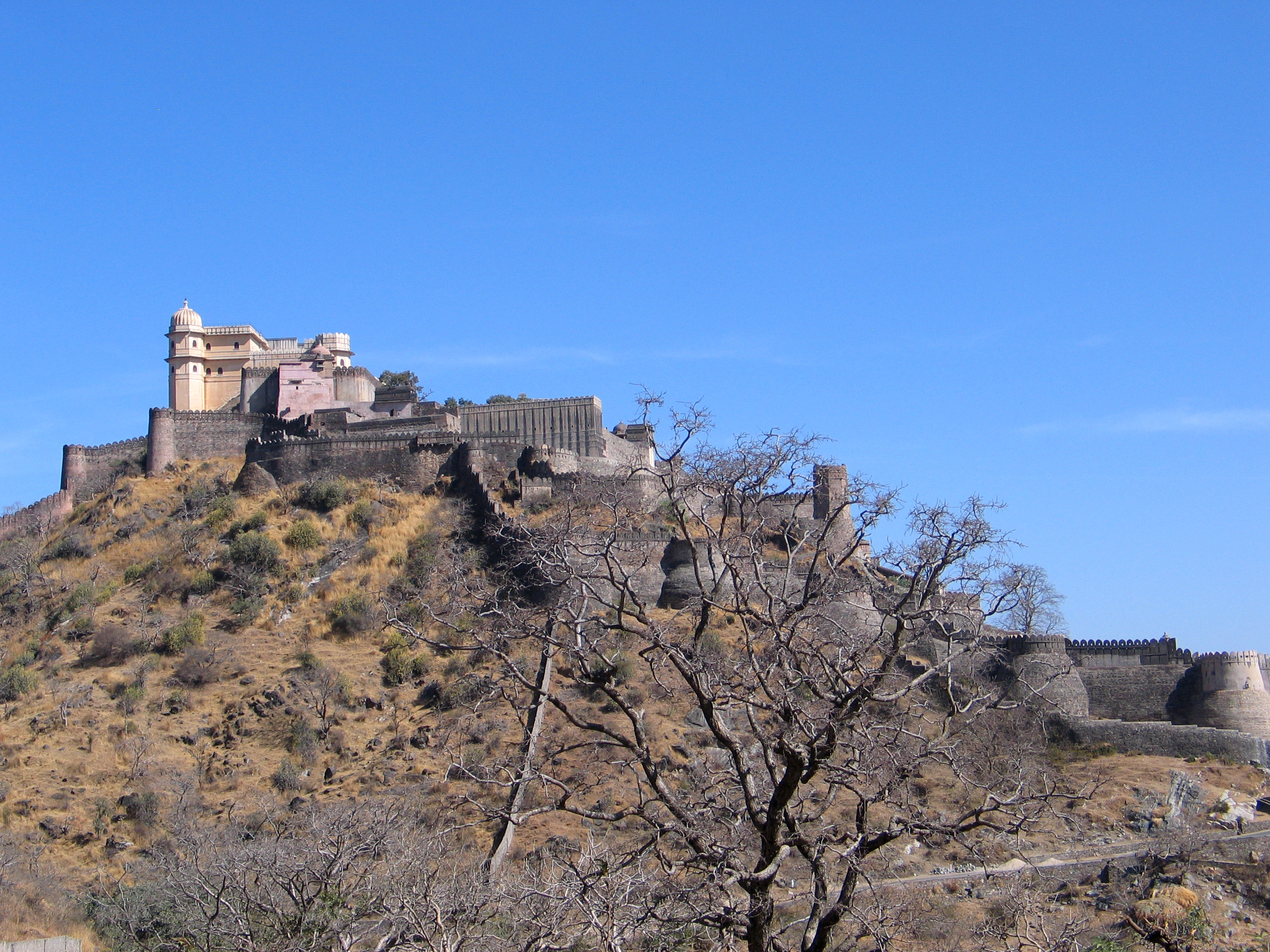
Vue générale du fort.
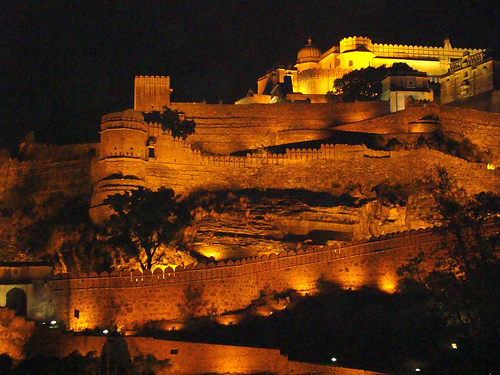
Vue générale du fort la nuit.
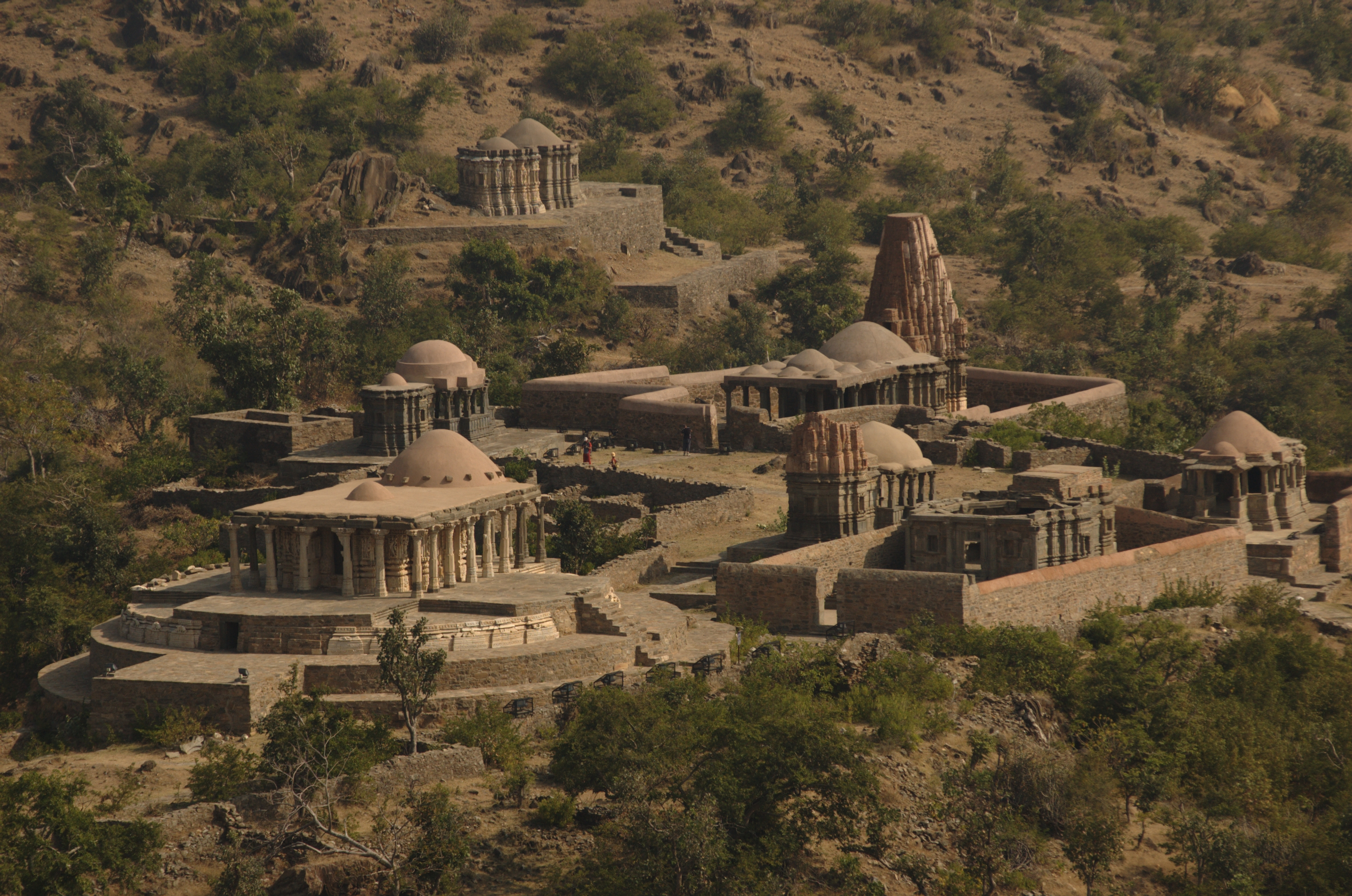
Temples.
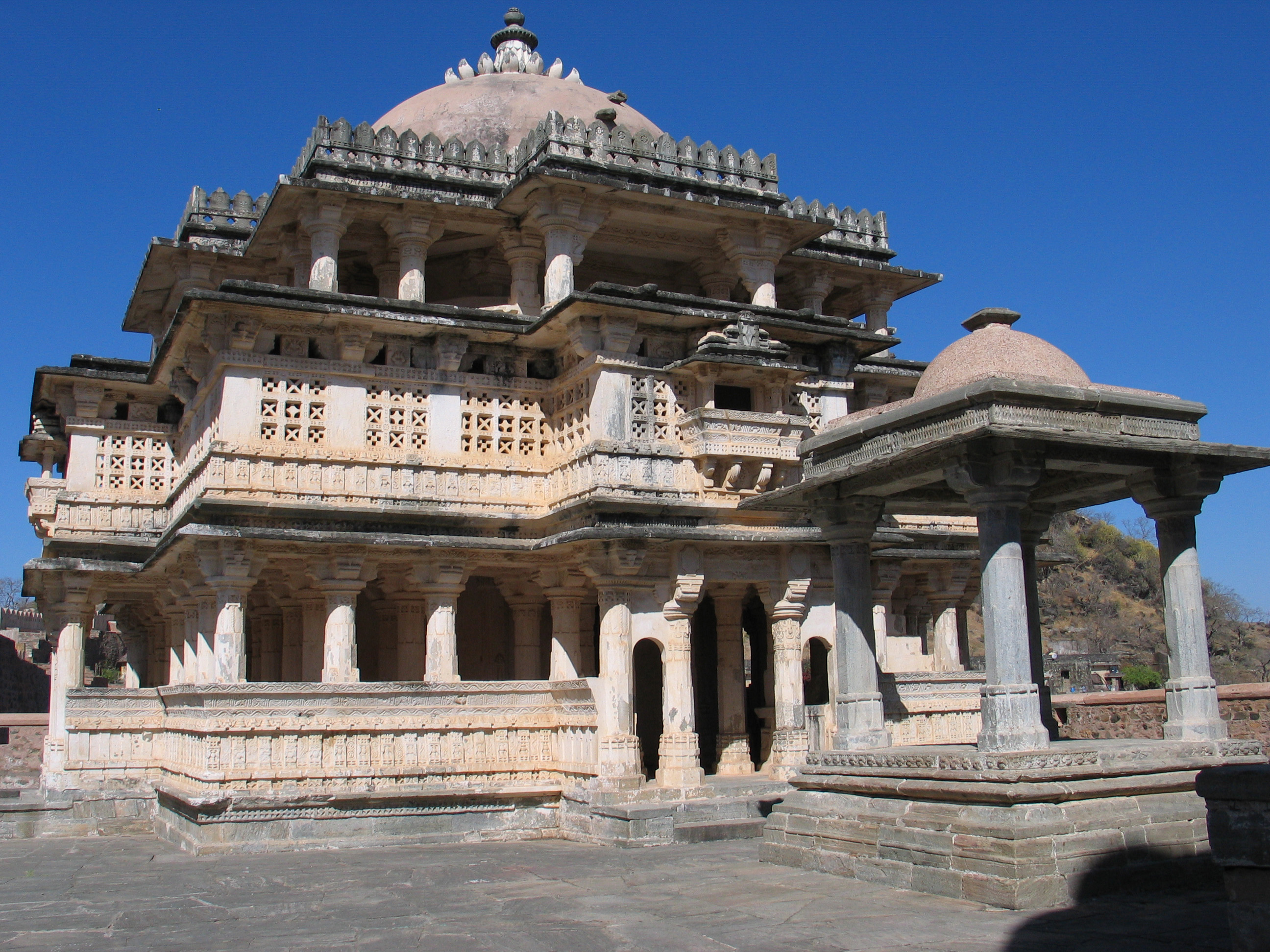
Vedi Temple.
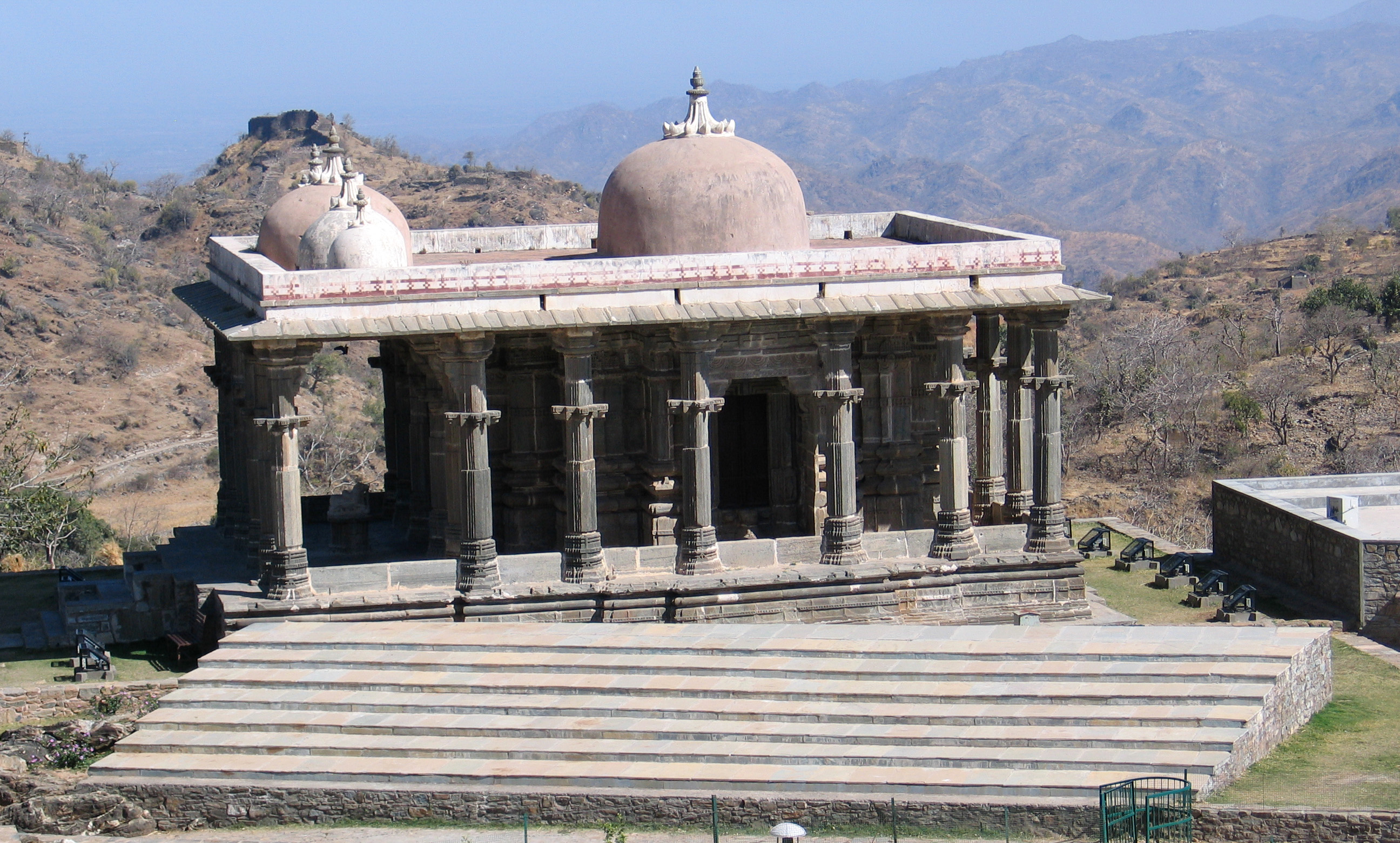
Neelkanth Mahadev Temple.
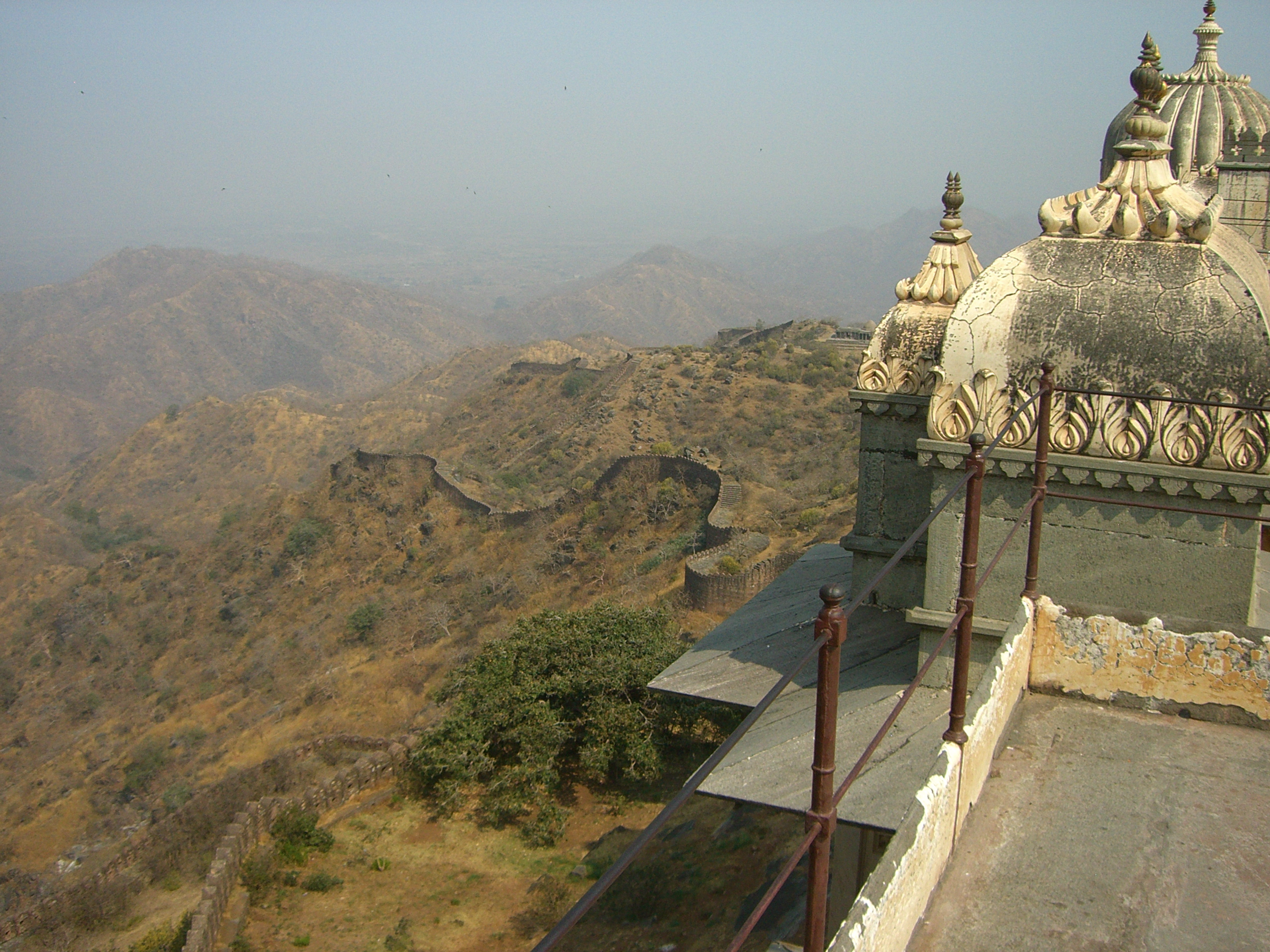
Vue sur les Ârâvalli.